# Dactylobatus
Dactylobatus es un género de peces de la familia de los Rajidae en el orden de los Rajiformes.

## Especies
- Dactylobatus armatus (Bean & Weed, 1909)
- Dactylobatus clarkii (Bigelow & Schroeder, 1958)